# Bede BD-17
Le Bede BD-17 Nugget est un avion monoplace de sport pour construction amateur. Il a fait l'objet d'un développement biplace, le Bede BD-18 Nugget.

## Bede BD-17
Revenant à l’idée de base ayant présidé à la conception de ses premiers avions, Jim Bede a développé après création de Bede Corp à Medina, Ohio, un monoplace de sport, destiné à commercialisation en kit auprès des constructeurs amateurs, mettant en avant performances et facilité de construction (200 heures selon Bede Corp) pour un prix variant (en 2010) de U$D 29 975 à 36 975 selon le moteur et les options choisies. Monoplan à aile basse cantilever s’inspirant du BD-8, cet appareil doit recevoir un moteur bicylindre, HKS-700 de 60 ch ou Jabiru de 80 à 120 ch. Le train d’atterrissage est fixe, tricycle ou classique avec roulette arrière selon le souhait du client. 
Lancé en juin 2000, le prototype (N624BD, c/n 01) fut achevé avant la fin de la même année et a effectué son premier vol le 11 février 2001. Il a été présenté en public à Sun n' Fun en avril suivant. Un second exemplaire a volé à son tour en 2002.

## Bede BD-18
Présenté à AirVenture 2005, la grande manifestation annuelle de l’EAA organisée à Oshkosh, cette version biplace du BD-17 destinée à être commercialisée en kit se veut le successeur du Yankee.  Mais cet appareil qui ne doit pas être livré prêt à voler pour entrer dans la catégorie ‘Expérimental’ se distingue de son prédécesseur par une cabine plus spacieuse, un cout d’achat et en opération plus faible et une gamme de motorisation étendue. Le premier exemplaire n'avait toujours pas été achevé fin 2010.

## Sources
1. ↑  Jane's All the World's Aircraft 2010-2011.  (ISBN 978-0710629166)